# Philippe Lacheau
Philippe Lacheau [filip lašó] (* 25. června 1980 Fontenay-sous-Bois) je francouzský herec, režisér, scenárista a moderátor.

## Životopis
Jeho kariéra začala v roce 2002 na francouzské televizní stanici Fun TV, kam do pořadu Morning Live poslal kazetu se svou skečí a dostal se později i do televizní soutěže Casting Live, určenou lidem, kteří se chtěli stát televizními moderátory. Po tomto pořadu dostal šanci v pořadu Total Fun, který moderoval ve dvojici s Audrey Sarrat. Kromě moderování též točil skeče se skupinou kamarádů, pod názvem La Bande à Fifi a brzy se proslavil. V září 2004 se pořad La Bande à Fifi začal vysílat na televizním kanálu Canal+.
Jeho první filmová role přišla v roce 2010, ve filmu Pascala Chaumeila, (K)lamač srdcí. V roce 2012 ztvárnil v televizního moderátora ve filmu Velký závod. O rok později měl premiéru film Paris à tout prix, ke kterému napsal scénář společně s Reem Kherici. V červnu roku 2013 začalo natáčení filmu Babysitting, který se stal jeho režijním debutem (režíroval ho spolu s Nicolasem Benamouem, s nímž se setkal ve Fun TV). K filmu též napsal scénář a i si v něm zahrál. V roce 2015 natočil pokračování, s názvem Léto All Exclusive, které se odehrává v Brazílii.
V roce 2017 natočil komedii Alibi na klíč, kterou taktéž napsal a režíroval. O rok později režíroval film Nicky Larson: Agent amatér, k němuž též napsal scénář a ztvárnil v něm titulní roli.

## Osobní život
V roce 2004 chodil s herečkou Reem Kherici. Od roku 2016 tvoří pár s herečkou Élodie Fontan. Jeho bratr, scenárista Pierre Lacheau, se objevil v několika jeho filmech.

## Filmografie

### Jako herec
| Rok  | Název                      | Role                      |
| ---- | -------------------------- | ------------------------- |
| 2010 | (K)lamač srdcí             | společník                 |
| 2013 | Velký závod                | televizní moderátor       |
| 2013 | Paris à tout prix          | Firmin                    |
| 2014 | Babysitting                | Franck Amory              |
| 2015 | Léto All Exclusive         | Franck Amory              |
| 2017 | Alibi na klíč              | Grégory Van Huffel        |
| 2017 | Jour J                     | jeden z budoucích ženichů |
| 2017 | Vezmeš si mě, kámo?        | Fred                      |
| 2018 | Nicky Larson: Agent amatér | Nicky Larson              |
| 2018 | Brillantissime             | parašutista               |
| 2020 | Machr na 30 dnů            | Tony                      |
| 2021 | Haters                     | Simon                     |
| 2021 | Super-Blb                  | Cédric                    |
| 2023 | Alibi na klíč 2            | Gregory Van Huffel        |
| 2023 | 3 Jours Max                | Tony                      |

### Jako scenárista
| Rok  | Název                      | Režisér                  |
| ---- | -------------------------- | ------------------------ |
| 2013 | Paris à tout prix          | Reem Kherici             |
| 2014 | Babysitting                | on sám a Nicolas Benamou |
| 2015 | Léto All Exclusive         | on sám a Nicolas Benamou |
| 2017 | Alibi na klíč              | on sám                   |
| 2017 | Jour J                     | Reem Kherici             |
| 2018 | Nicky Larson: Agent amatér | on sám                   |
| 2018 | Christ(Off)                | Pierre Dudan             |
| 2021 | Super-Blb                  | on sám                   |
| 2023 | Alibi na klíč 2            | on sám                   |

### Jako režisér
| Rok  | Název                      | Poznámky                                 |
| ---- | -------------------------- | ---------------------------------------- |
| 2014 | Babysitting                | režíroval společně s Nicolasem Benamouem |
| 2015 | Léto All Exclusive         | režíroval společně s Nicolasem Benamouem |
| 2017 | Alibi na klíč              |                                          |
| 2018 | Nicky Larson: Agent amatér |                                          |
| 2021 | Super-Blb                  |                                          |
| 2023 | Alibi na klíč 2            |                                          |